# Arisaema propinquum
Arisaema propinquum är en kallaväxtart som beskrevs av Heinrich Wilhelm Schott. Arisaema propinquum ingår i släktet Arisaema och familjen kallaväxter. Inga underarter finns listade.